# EC 1.4.99
La EC 1.4.99 è una sotto-sottoclasse della classificazione EC relativa agli enzimi. Si tratta di una sottoclasse delle ossidoreduttasi che include enzimi che utilizzano donatori di elettroni di tipo amminico ed accettori di vario tipo.

## Enzimi appartenenti alla sotto-sottoclasse
| numero EC   | nome accettato                          |
| ----------- | --------------------------------------- |
| EC 1.4.99.1 | D-amminoacido deidrogenasi              |
| EC 1.4.99.2 | taurina deidrogenasi                    |
| EC 1.4.99.3 | ammina deidrogenasi                     |
| EC 1.4.99.4 | aralchilammina deidrogenasi             |
| EC 1.4.99.5 | glicina deidrogenasi (formante cianuro) |